# Hannah Tapp
Hannah Tapp (Stewartville, 21 giugno 1995) è una pallavolista statunitense, centrale delle San Diego Mojo.

## Biografia
È la sorella gemella dell'ex pallavolista Paige Tapp.

## Carriera

### Club
La carriera di Hannah Tapp inizia nei tornei scolastici del Minnesota, giocando per la Stewartville HS. Dopo il diploma entra a far parte insieme alla sorella della squadra di pallavolo femminile della Minnesota: partecipa alla NCAA Division I dal 2013 al 2016, raggiungendo due volte le Final 4, senza andare oltre le semifinali, raccogliendo comunque diversi riconoscimenti individuali.
Appena conclusi gli impegni con la sua università, firma il suo primo contratto professionistico in Germania, ingaggiata per la seconda parte della stagione 2016-17 dallo Schweriner, club di 1. Bundesliga col quale vince lo scudetto. Nella stagione 2017-18 approda nella Serie A1 italiana col San Casciano, stessa categoria dove milita nell'annata successiva con il Bergamo.
Nel campionato 2019-20 emigra in Giappone, dove prende parte alla V.League Division 1 con l'Hitachi Rivale (in seguito Hitachi Astemo Rivale), militandovi per un quadriennio. Torna quindi in patria, disputando la Pro Volleyball Federation 2024 con le San Diego Mojo.

### Nazionale
Nel 2017 esordisce nella nazionale statunitense in occasione del World Grand Prix. Successivamente conquista la medaglia d'oro alla Coppa panamericana 2019, torneo nel quale viene anche premiata come miglior centrale, e quella d'argento alla Coppa del Mondo 2019 e al campionato nordamericano 2019.
Nel 2021 vince la medaglia d'oro alla Volleyball Nations League.

## Palmarès

### Club
- Campionato tedesco: 1

2016-17

### Nazionale (competizioni minori)
- Coppa panamericana 2019

### Premi individuali
- 2015 - All-America First Team
- 2015 - NCAA Division I: Des Moines Regional All-Tournament Team
- 2016 - All-America Second Team
- 2019 - Coppa panamericana: Miglior centrale